# بارميش
بارميش (بالسيريلية Бармиш) هي قرية في البوسنة والهرسك. وهي تقع في بلدية كونييتش التابعة لكانتون الهرسك-نيريتفا في اتحاد البوسنة والهرسك. طبقا لنتائج تعداد البوسنة عام 2013 فقد كان عدد سكانها 19 نسمة.

## التركيبة السكانية

### التطور التاريخي للسكان
| 1961 | 1971 | 1981 | 1991 | 2013 |
| ---- | ---- | ---- | ---- | ---- |
| 70   | 103  | 115  | 111  | 19   |

### توزيع السكان حسب الجنسية (1991)
في عام 1991، كان عدد سكان القرية 111 نسمة وكانوا كلهم من المسلمين (البوشناق).

## وصلات خارجية
- Maplandia (بالإنجليزية)